# دانمارک در المپیک تابستانی ۱۹۶۸
دانمارک در بازی‌های المپیک تابستانی ۱۹۶۸ که در شهر مکزیکو سیتی برگزار شد، کاروان دانمارک با ۶۴ ورزشکار در این رقابت‌ها شرکت کرد و موفق به کسب ۸ مدال (۱ طلا، ۴ نقره، ۳ برنز) شد. در جدول رتبه‌بندی توزیع مدال‌ها، دانمارک در ردهٔ ۲۲ مسابقات قرار گرفت.